# Renkum
Renkum é um município dos Países Baixos, situado na província da Guéldria. Tem 47,23 km² de área e sua população em 2020 foi estimada em 31.401 habitantes.